# Serie B 2017-2018 (pallanuoto maschile)
Il torneo di Serie B 2017-2018 è stato disputato da 39 squadre, suddivise in quattro gironi (gironi 1, 2 e 3 da dieci squadre; girone 4 da nove squadre). Alla successiva fase play-off hanno partecipato le prime di ciascun girone (Sturla, Brescia Waterpolo, Tuscolano e CUS UniMe) e le seconde classificate (Dinamica Torino, Mestrina, Rari Nantes Napoli e Crotone).

Sturla, Brescia Waterpolo, CUS UniMe e Crotone hanno vinto i propri spareggi, venendo così promosse in Serie A2.
In serie C sono retrocesse le ultime dei primi tre gironi (Albaro Nervi, Libertas Perugia, 3T Sporting Club), oltre alle quattro squadre uscite sconfitte dagli spareggi play-out (Florentia Sport Team, Pallanuoto Como, Swim Academy e 7 Scogli).

## Squadre partecipanti
| Promosse in A2                                     | Squadre partecipanti | Squadre partecipanti |
| -------------------------------------------------- | --- | --- |
| - Sturla - Brescia Waterpolo - Crotone - Cus UniMe | Girone 1 - Albaro Nervi - Busto - Dinamica Torino - Firenze - Florentia Sport Team - Lerici Sport - 'L.Locatelli' Genova - Rapallo - CN Sestri - Sturla Girone 2 - Bergamo - Brescia Waterpolo - Pallanuoto Como - GEAS - Libertas Perugia - Mestrina Nuoto - Modena - NC Monza - Varese Olona - WP Verona | Girone 3 - 3T Sporting Club - Basilicata 2000 - RN Frosinone - CC Lazio Waterpolo - RN Napoli - Swim Academy - SC Tuscolano - Tyrsenia SC - Villa York SC - Zero9 Girone 4 - 7 Scogli - Crotone - Cosenza - CUS Palermo - CUS UniMe - Etna Waterpolo - Polisportiva Acese - San Mauro Nuoto - Waterpolo Catania |